# 陆榕树
陆榕树（1919年8月16日—1996年5月27日），壮族，广西扶绥人，中国政治人物，曾任中国致公党中央委员会副主席，第三至六届全国人大代表、第三届全国政协委员、第七、第八届全国政协常委。